# (72042) Dequeiroz
(72042) Dequeiroz ist ein Asteroid des Hauptgürtels. Entdeckt wurde er am 17. Dezember 2000 von Stefano Sposetti in Gnosca. Die Entdeckung wurde vom Minor Planet Center bestätigt.
Der Kleinplanet zieht seine Bahn um die Sonne in einer mittleren Entfernung von ca. 350 Millionen Kilometern. Er braucht für eine Umkreisung etwas mehr als dreieinhalb Jahre.
Mit dem Namen Dequeiroz widmet der Entdecker den Asteroid dem Asteroidenforscher José De Queiroz.